# Sabrina Fiore
Sabrina María Concepción Fiore Canata Morínigo (n. 17 aprilie 1996) este o handbalistă paraguayană care joacă pentru clubul brazilian AAU UnC Concórdia și echipa națională a Paraguayului. Handbalista, care evoluează pe postul de pivot, a făcut parte din echipele Paraguayului care au participat la Campionatele Mondiale din 2013, desfășurat în Serbia, și 2017, desfășurat în Germania.

## Palmares

### Club
- Campionatul Braziliei:
  - Câștigătoare: 2017[3]

- Olimpiada Școlilor din Brazilia:
  - Câștigătoare: 2012[4]

### Echipa națională
- Campionatul Panamerican:
  -  Medalie de bronz: 2017[5]

- Jocurile Școlare Sud-Americane:
  -  Medalie de argint: 2008, 2009, 2010[4]